# Amlodypina

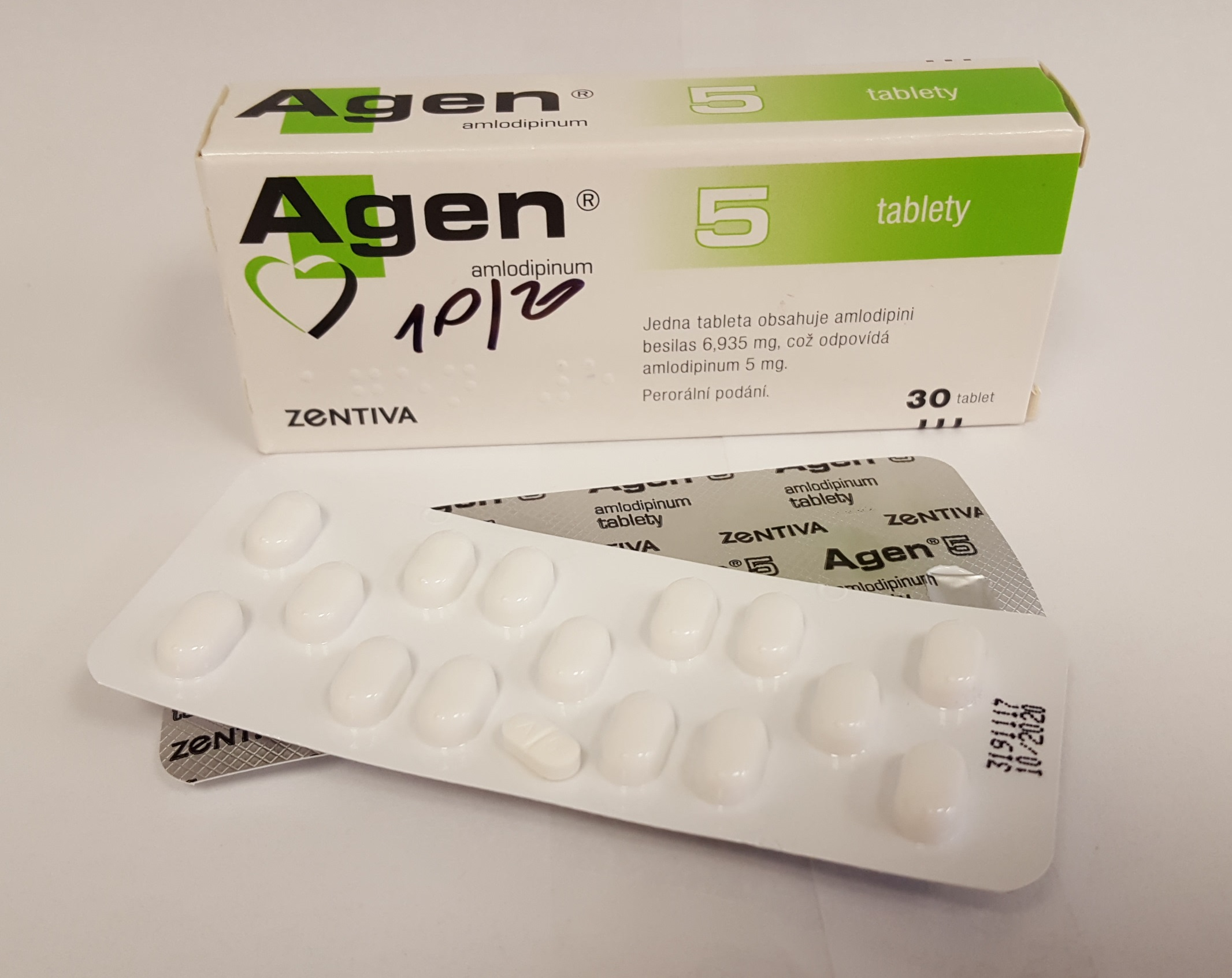
Preparat zawierający amlodypinę

Amlodypina (łac. amlodipinum) – wielofunkcyjny organiczny związek chemiczny z grupy pirydyn, lek stosowany w terapii nadciśnienia tętniczego, o działaniu blokującym kanały wapniowe, a więc zaliczający się do antagonistów kanału wapniowego.

## Wskazania
- nadciśnienie tętnicze (monoterapia lub leczenie skojarzone z diuretykami, beta-adrenolitykami, inhibitorami konwertazy angiotensyny, sartanami)[7]
- stabilna dławica piersiowa (monoterapia lub leczenie skojarzone z beta-adrenolitykami, inhibitorami konwertazy, azotanami długo działającymi)[7]
- dławica Prinzmetala (monoterapia lub leczenie skojarzone z azotanami lub beta-adrenolitykami)[7]

## Przeciwwskazania
- nadwrażliwość na składniki preparatu czy inne leki – pochodne dihydropirydyny[8]
- ciężkie niedociśnienie tętnicze lub wstrząs[8]
- zawężenie drogi odpływu z lewej komory serca (objawowa stenoza aortalna)[8]
- niestabilna dławica piersiowa[8]
- niewydolność serca po świeżym zawale serca[8] (w ciągu pierwszych 28 dni)[7]

## Preparaty
W 2016 roku amlodypina była dopuszczona do obrotu w Polsce zarówno w preparatach prostych, jak i złożonych z aliskirenem, atorwastatyną, bisoprololem, hydrochlorotiazydem, indapamidem, kandesartanem, lizynoprylem, losartanem, olmesartanem, peryndoprylem, ramiprylem, rosuwastatyną, telmisartanem, walsartanem.